# لوییس گارسیا مزا
لوییس گارسیا مزا تیجادا (انگلیسی: Luis García Meza Tejada؛ زادهٔ ۸ اوت ۱۹۲۹ – درگذشتهٔ ۲۹ آوریل ۲۰۱۸) دیکتاتور اهل بولیوی بود. وی بین سالهای ۱۹۸۰ تا ۱۹۸۱ دیکتاتور بولیوی بود.
لوییس گارسیا مزا در ۲۹ آوریل ۲۰۱۸، در سن ۸۸ سالگی بر اثر سکته قلبی درگذشت.